# Михайловское (Одинцовский район)
Михайловское — село в сельском поселении Ершовское (ранее Каринский сельский округ) Одинцовском районе Московской области в 21 километре от Звенигорода, в 7 километрах от трассы Руза — Звенигород. Располагается на левом берегу Москвы-реки.
С 2008 года к востоку от села строится коттеджный посёлок Витро Кантри (ДПК «Михайловский»).
Село связано автобусным маршрутом № 51 Мострансавто (Одинцовское ПАТП) с ближайшими деревнями и Звенигородом.

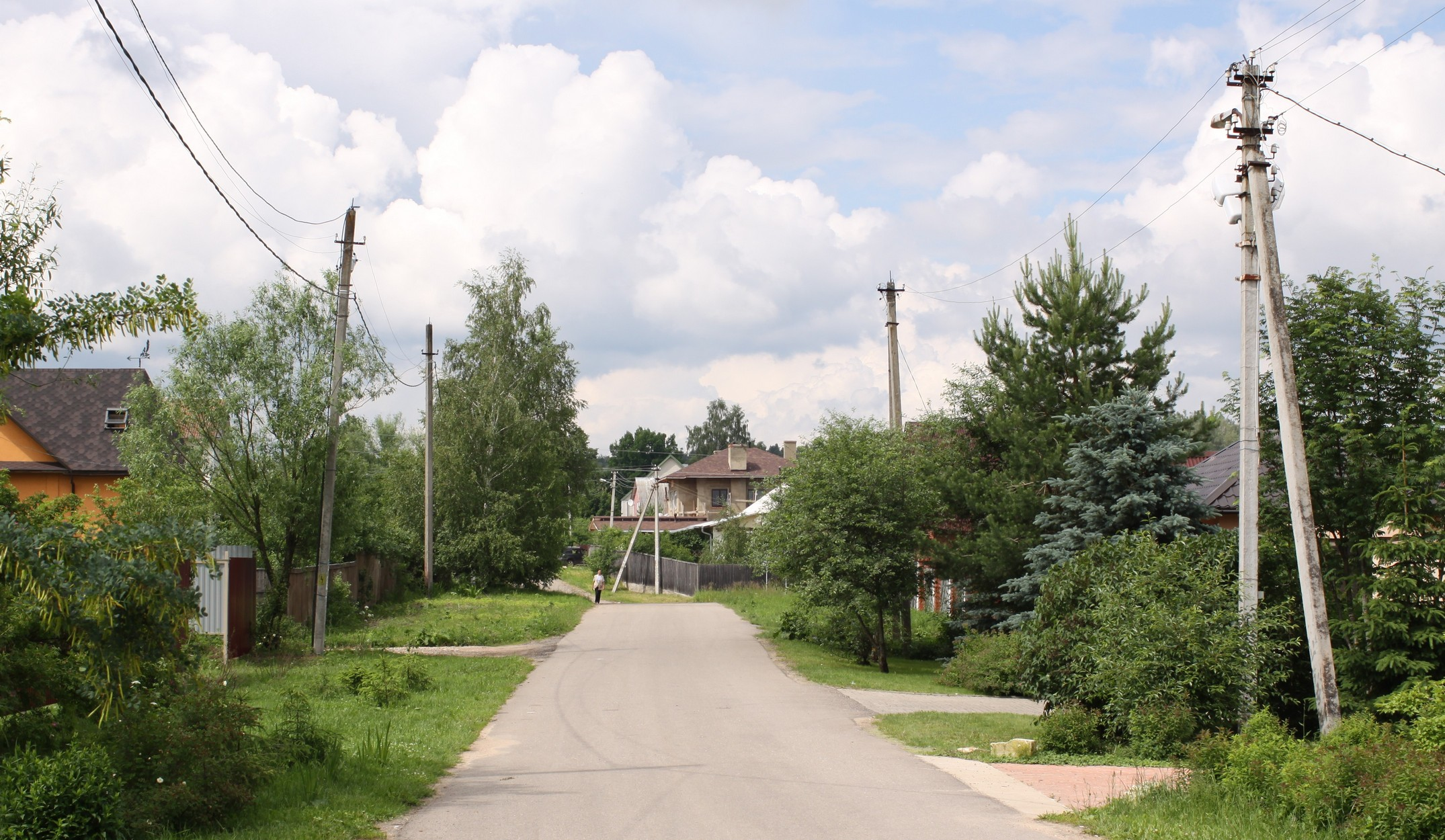
Улица в Михайловском, начинающаяся от церкви.

## История
Впервые село упоминается в духовной грамоте 1433 года князя Юрия Дмитриевича, хотя существовало гораздо раньше.
Проведенное в 1978 году археологическое обследование показало здесь наличие обширного керамического материала XIV века. Площадь селища тогда составляла более 47 тысяч м². Была найдена свинцовая торговая пломба, по определению Валентина Янина, западного происхождения. Близ села, в 300—400 метрах от него, существовал погост. Согласно археологическим данным, поселение на территории погоста возникло ещё в домонгольское время (обнаружен материал XII—XIII веков). Предположительно рядом со старым домонгольским поселением возникает крупное княжеское село, в которое происходит постепенный отток населения из древнего соседнего поселка.
На протяжении XV-XVII веков Михайловское находилось в числе дворцовых сел. Любопытно, что в XVI-XVII веках здесь существовало небольшое укрепление. В 1702 году село с деревнями было пожаловано Петром I его сподвижнику графу Гавриилу Ивановичу Головкину. В 1729 году, за несколько лет до своей кончины в 1734 году, он составил духовное завещание, согласно которому Михайловское переходило к его сыну Ивану.
Иван Гаврилович был посланником в Голландии, сенатором, но вскоре после смерти отца скончался и в 1736 году Михайловское числилось за его вдовой Дарьей Матвеевной, урождённой княжной Гагариной. Затем село принадлежало их сыну действительному тайному советнику Гавриле Ивановичу, названному так в честь деда. После его смерти в 1787 году Михайловское перешло к его сыну графу Алексею Гавриловичу Головкину. В 1786 году в селе с деревнями значилось 528 ревизских душ.

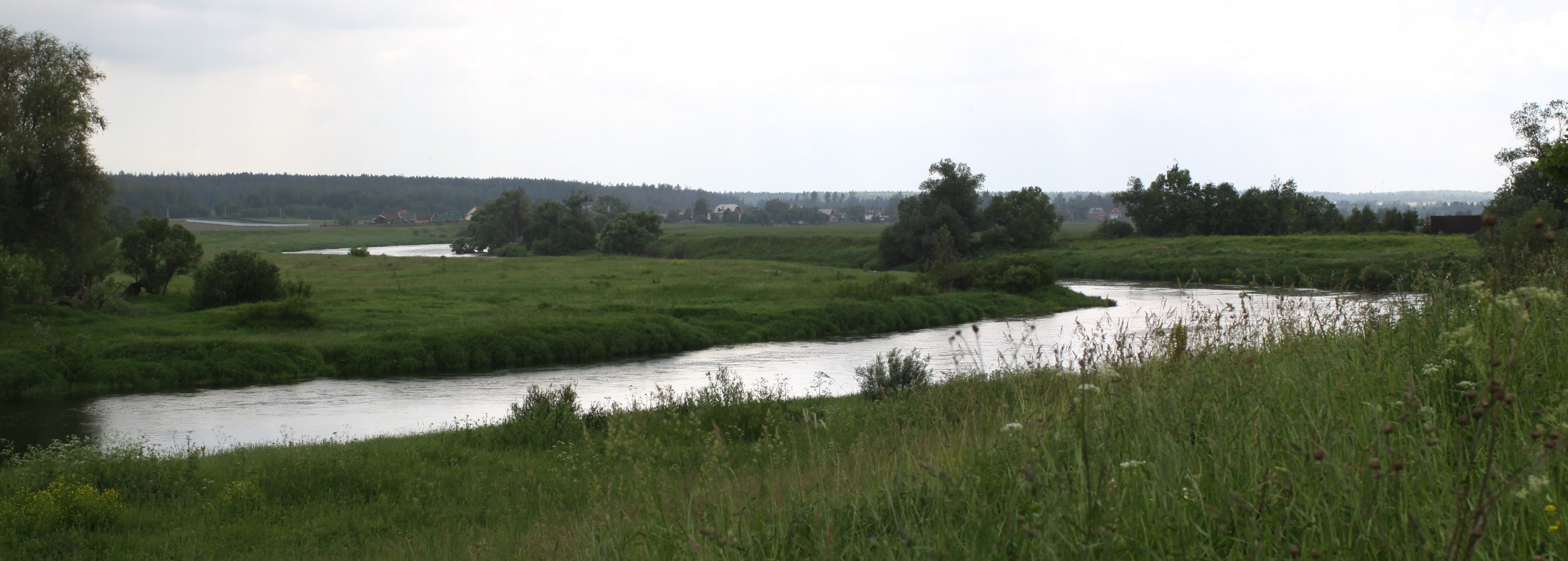
Излучина Москвы-реки в районе села.

При этом владельце в конце XVIII века в селе находились деревянная церковь на каменном фундаменте во имя святого Архангела Михаила, деревянный господский дом и 60 дворов крестьян. Всего в селе проживало 300 мужчин, из которых 13 были дворовыми и 35 фабричными, и 317 женщин. Алексей Гаврилович служил камергером и был известен как владелец обширной коллекции картин и редкостей, погибших или похищенных при занятии Москвы французами в 1812 году. В 1813 году он умер и, будучи холостым, потомства не оставил. Через несколько лет пресеклись и другие ветви рода Головкиных, и Михайловское оказывается во владении других лиц.
По данным 1852 года село принадлежало действительной статской советнице Софье Гавриловне Бибиковой. В селе находились церковь, 55 дворов и крестьян 273 души мужского пола и 271 женского. Спустя четыре десятилетия, в 1890 году, в Михайловском проживало 570 человек, зафиксировано церковно-приходское училище, а усадьба принадлежала господам Бергерам.
После революции, по данным переписи 1926 года, в селе значилось 94 двора и населения 478 человек, школа 1 ступени, кооператив и сельсовет. В дальнейшем село пережило такую же судьбу, как и у множества деревень. Население уходило в город, его численность резко снизилась, и в 1989 году в когда-то обширном селе значилось всего 32 двора и 45 человек постоянного населения.
В войну осенью-зимой в данной местности шли ожесточённые бои.

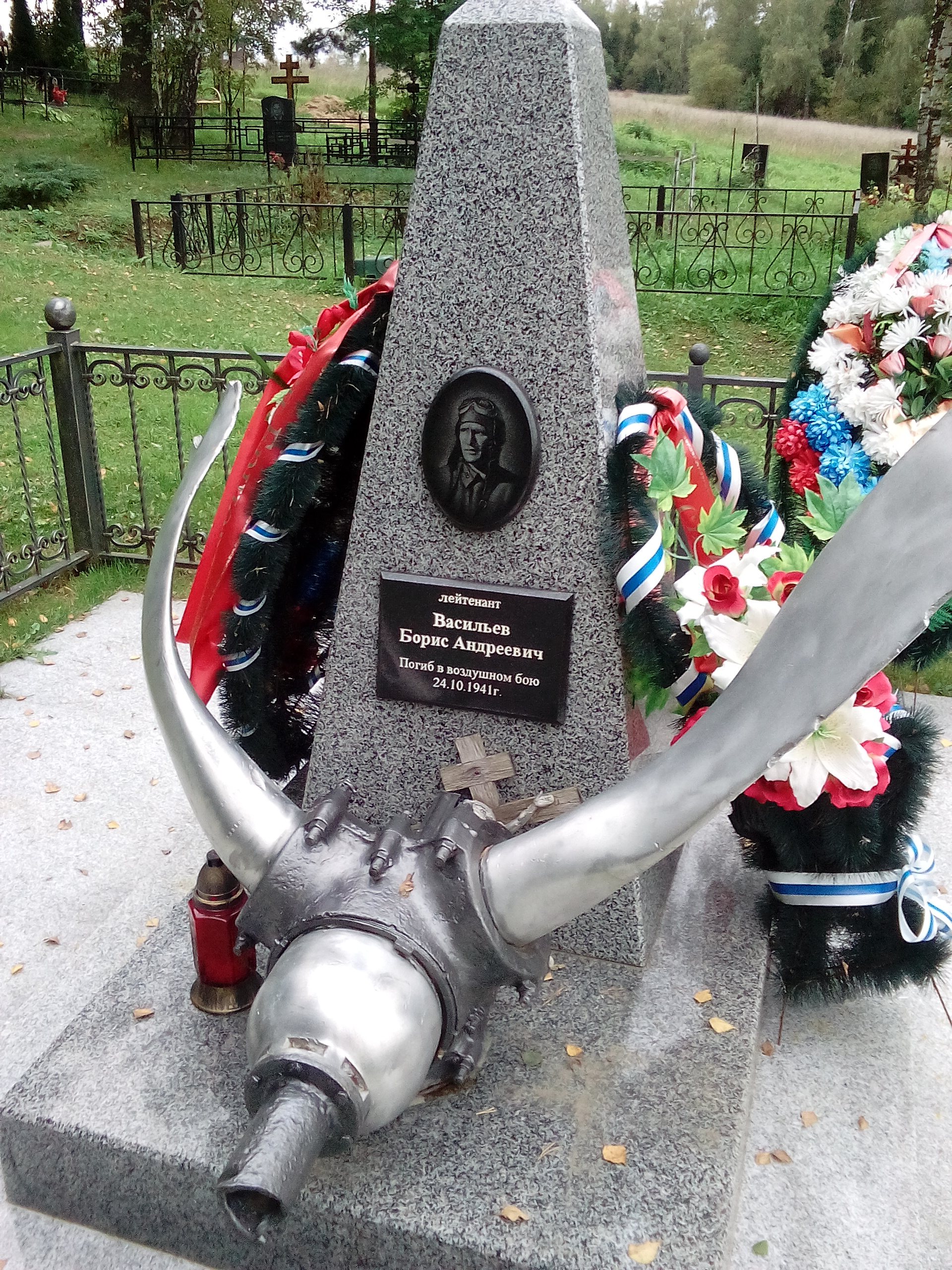
Братская могила советских воинов в деревне Михайловское. Васильев Борис Андреевич. Погиб в воздушном бою 24.10.1941. Самолёт быд найден одной из жительниц села Михайловское в середине 90х годов в болоте на севере села. На могиле установлен винт того самого самолёта.

Всю первую половину ноября 1941 наши солдаты из 144-й стрелковой дивизии и приданных ей частей изнуряли немцев постоянными атаками на различных участках разрозненными силами, неся при этом большие потери. Так, лишь за три дня — с 14 по 16 ноября — общие потери одной только 144-й
дивизии составили 616 солдат и 42 офицера. Немцы в это время методично накапливали силы, ждали прекращения осенней распутицы и готовились к наступлению. В нашем тылу действовали разведгруппы, как конные, так и пешие. На основании данных разведки немцы разработали план нападения, который был назван «маршем на цыпочках». Рано утром 19 ноября в густом тумане, в полной тишине, следуя цепью друг за другом, оставив в тылу весь транспорт и артиллерию, целый немецкий полк глухими тропами по заснеженному лесу прошел к нам в тыл в район Михайловского. Это село находилось в нескольких километрах от линии фронта. В нём в этот день располагались всего две стрелковые роты из 2-го батальона 449-го полка 144-й стрелковой дивизии, которые возводили в селе оборонительные сооружения. Также вокруг села были устроены позиции нашей артиллерии, в том числе 308-го артполка. Пользуясь
внезапностью, немцы захватили спящей одну нашу батарею, взяв её расчеты в плен. Вторая батарея успела открыть огонь с близкого расстояния, но была тут же подавлена. После этого немцы попытались с наскока взять Михайловское с запада, но были отбиты. Тогда они обошли село с севера и северо-востока. В это время их саперные части расчищали лесные завалы и разминировали путь для самоходных орудий и артиллерии. По этой лесной дороге через три часа на
опушку леса с северной части Михайловского вышли три немецкие самоходки. С их поддержкой немецкая пехота возобновила атаку. На высотке севернее села наши смогли продержаться один час, после чего стали отходить в само Михайловское. В это время немцы возобновили атаку и с запада. И в итоге ворвались в село с двух сторон. Ещё около получаса шёл бой. Вероятно, в какой-то момент немцы прорвались к нашему штабу в Михайловском. Тогда же погиб
или был захвачен в плен командир 2-го батальона 449-го стрелкового полка капитан Стариков Андрей Сергеевич. Оставшись без командования, остатки наших рот отошли в сторону Улитина. В вечернем рапорте от 19 ноября 1941 года 78-й немецкой пехотной дивизии было записано: «Противник оборонялся
чрезвычайно жестоко, что нельзя не принять во внимание». Захват села Михайловского позволил немцам на следующий день обойти с тыла и взять сильный опорный пункт Локотню, у которого они споткнулись ещё в конце октября. Это были трагические и страшные дни. Чем все закончится, не мог знать никто. Только ценой огромных потерь и спешной переброской резервов удалось сдержать натиск немцев под Звенигородом.
— Леонид Четвериков (клуб «Центр краеведения»), газета ЗВЕНИГОРОДСКИЕ ВЕДОМОСТИ 17 апреля 2010 года
Михайловское и окрестные деревни были захвачены 19 ноября 1941 года 78-й пехотной дивизией Третьего Рейха, оборонявшаяся 144-я стрелковая дивизия потеряла убитыми 1 человека, пропавшими без вести 134 солдата, 4 офицера и одного политрука.
К 11 декабря 1941 года основные ударные силы немцев вели бои в районе Звенигорода. В окрестностях Михайловского стояли небольшие вражеские заслоны 267-й пехотной дивизии, которые имели очень сильную артиллерийскую поддержку. Немецкие батареи располагались в Локотне и Хохлах. У противника также имелись две тяжёлые мортиры, каждый снаряд которых весил больше 100 кг. Командование Красной Армии решило воспользоваться слабостью немецких пехотных частей на участке «Михайловское — Троицкое — Никифоровское» и начать наступление. Поэтому на правом берегу реки была дислоцирована значительная ударная группировка — несколько дивизий, стрелковых бригад, танковые батальоны, большое количество артиллерии и «Катюши». В тылу у этой группировки наготове находился 2-й гвардейский кавалерийский корпус Доватора.
Менее чем через месяц после захвата села немцами, 11 декабря 1941 года 32-й стрелковый полк 19-й стрелковой дивизии освободил населённый пункт. Немецкая артиллерия наносила страшный урон наступающим советским войскам и почти везде атаки были отбиты. Лишь в Михайловском удалось перейти на левый берег и создать небольшой плацдарм. Сапёры смогли навести в Михайловском переправу через Москву-реку, по которой пошли танки, включая тяжёлые КВ (Клим Ворошилов). Именно танки сыграли потом решающую роль в освобождении Локотни и дальнейших успехах советских войск.
Рядом с церковью находится братская могила советских воинов ( Объект культурного наследия № 5000002090), погибших при обороне и освобождении села. Памятник установлен в сентябре 1956 года, автор памятника — скульптор Лавинский. Памятник реконструирован в 1994 году коллективом Голицинского автобусного завода.
В 2012 году жители села объявили голодовку из-за отсутствия газа в селе (который планируется провести с 1991 года), вырубки лесов, плохой инфраструктуры села и застройки берега Москвы-реки.
В 2015 году главную улицу села, к западу от церкви, асфальтировали.
20 июня 2015 года состоялось торжественное открытие реконструированного воинского мемориала, а также захоронение восьми неизвестных солдат Великой Отечественной войны. Их останки были обнаружены ранее местным поисковым отрядом «Китежъ».

## Церковь Михаила Архангела в Михайловском
Объект культурного наследия № 5000000085

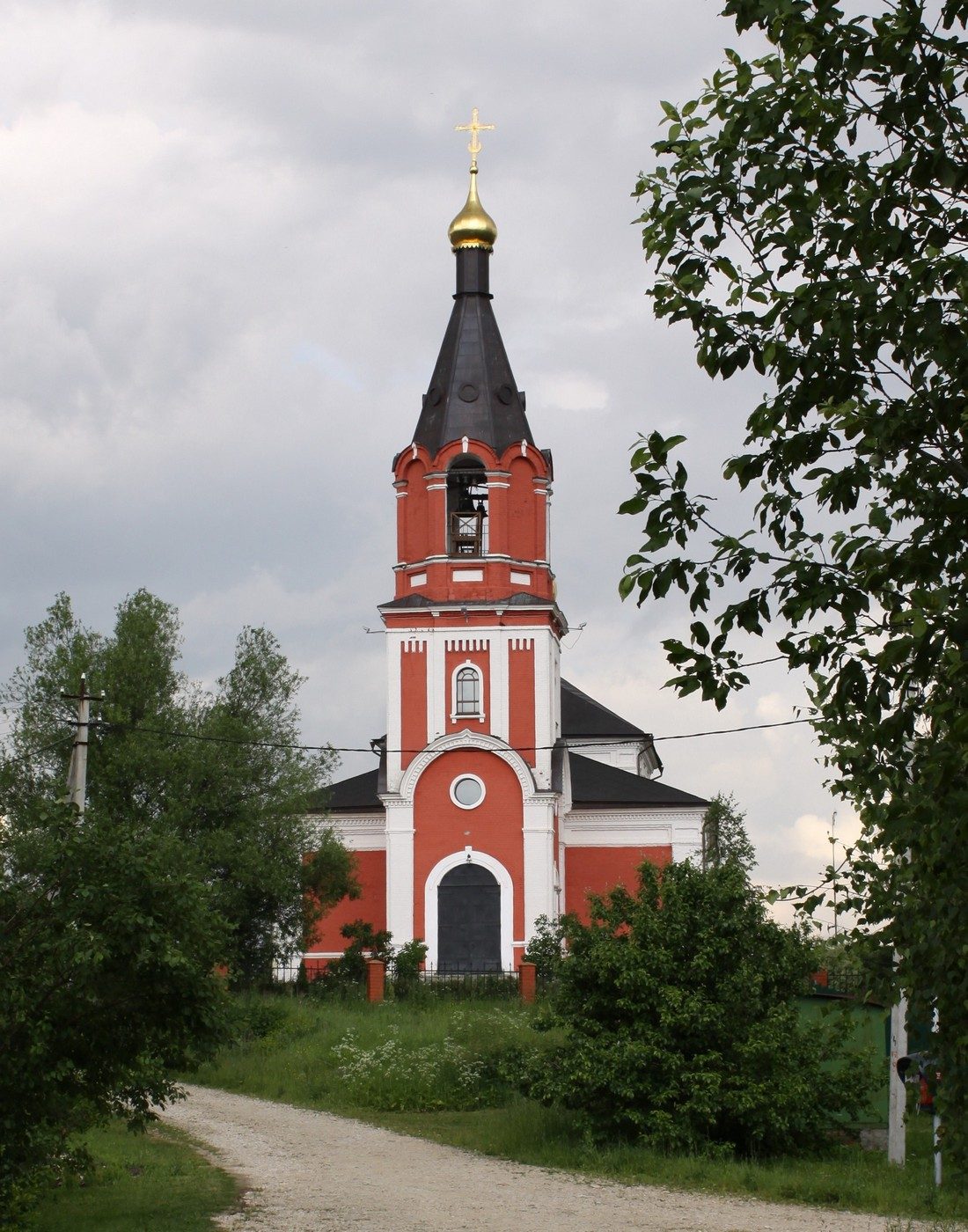
Церковь Михаила Архангела

По историческим документам за 1627 год, в селе стояли две деревянные церкви: Троицкая и Архангела Михаила. Ныне существующая каменная церковь Архангела Михаила была построена в 1877 году при помощи купца Ануфриева. Однокупольное двухэтажное здание имело мощные стены толщиной более 1 м, в церкви служили четыре священника.
После революции 1917 года храм закрыли и осквернили: здание использовали под зернохранилище. В 1935 году отца Парфения Грузинова назначили служить в Михайло-Архангельскую церковь. В этом храме отец Парфений прослужил до самого ареста. По требованию сотрудников НКВД в Михайловском сельсовете 22 января 1938 года на священника Парфения Грузинова была составлена справка, в которой ему давалась следующая характеристика:
…со дня прибытия его в село Михайловское среди колхозников повел антисоветскую и антиколхозную агитацию за невыход на колхозную работу, за настроение колхозников против мероприятий партии и советского правительства, отчего колхоз в 1936 и 1937 годах имеет большие хозяйственные недоделки. Лично по его агитации в каждый религиозный праздник колхозники не выходят на работу по 2–3 дня… Агитировал против сталинской конституции, утверждая, что она неустойчивая и создана не надолго, что большевики народ вредный, за ними нам не идти. В декабре 1937 года также агитировал против выборов в Верховный Совет СССР, доказывал, что выставленные кандидатуры в Верховный Совет люди не наши, а коммунисты, от которых для нашей религии большой вред, а поэтому старайтесь не голосовать вовсе. За то, что сельсовет не дает разрешения ходить ему, Грузинову, по домам верующих, он всячески старается компрометировать руководителей…
Следователями 8 и 9 февраля были допрошены в качестве свидетелей четыре жителя села Михайловское. Один из них дал такие показания:
…я замечал, что Грузинов собирает верующих летом где-либо в поле у леса и что-то им рассказывает. Каждый раз после сборищ всегда получались какие-либо прорывы в колхозе: както были случаи порчи косилок во время уборки овса из-за того, что в поле оказались набиты колья, об которые ломались части косилки. А также был случай во время косьбы ржи в 1937 году. Трактор попал в замаскированную яму, вследствие чего трактор сделал простой полный день. Эти все вредительские действия получались на второй-третий день после того, как происходил сбор верующих Грузиновым… Если бывают религиозные праздники, то колхозники совершенно не выходят на работу…
Председатель колхоза, тоже привлеченный как свидетель, заявил, что священник в своей квартире среди верующих агитировал, что нужно действовать против колхоза. На праздник Сретения Господня 15 февраля 1938 года священник Парфений Грузинов был арестован и заключён в Можайскую тюрьму. 19 февраля Тройка НКВД по Московской области приговорила его к расстрелу за «контрреволюционную деятельность». 26 февраля 1938 года был расстрелян на полигоне Бутово и погребён в безвестной общей могиле.
В 1939 году сотрудники Звенигородского отделения милиции, в том числе и те, кто участвовал в осуждении отца Парфения, были арестованы и по обвинению в фальсификации уголовных дел приговорены к различным срокам лишения свободы. В качестве вещественного доказательства, среди прочих, было рассмотрено дело по обвинению священника Парфения Грузинова. Военный трибунал войск НКВД 13 марта 1940 года определил пересмотреть это дело. Однако постановлением следственной части НКВД было принято такое решение: «учитывая социальное лицо осужденного к высшей мере наказания Грузинова… решение тройки… оставить в силе».
После расстрела последнего священника храма местное население разобрало церковную печь, сложенную из нескольких тысяч кирпичей и обложенную изразцами, и выложенный плиткой пол. В 1956 году с колокольни сняли последний колокол, продав его в село Шарапово за 500 рублей.
В 1993 году в храме произошел пожар, который уничтожил всё внутреннее убранство храма.
В дальнейшем храм восстановили и первые богослужения состоялись на Пасху 2000 года. Этот день можно считать началом духовного возрождения прихода Михаило-Архангельского храма.
Церковь является типовой одноглавой, построенной в русском стиле с трапезной и колокольней. В трапезной приделы — в честь Боголюбивой («Боголюбской») иконы Божией Матери и во имя благоверного великого князя Александра Невского.
Обиходные названия церкви: Архангельская церковь, Михаилоархангельская церковь, Михайловская церковь.